# Sherwood Clark Spring
Sherwood Clark Spring (Hartford, Connecticut, 1944. szeptember 3.–) amerikai űrhajós, ezredes.

## Életpálya
1967-ben a West Point akadémián szerzett általános műszaki diplomát. 1974-ben az University of Arizona keretében űrhajózásból kapott mérnöki oklevelet. Két alkalommal teljesített helikopterpilóta szolgálatot Vietnámban. Merev szárnyú repülőképzést, majd 1976-ban tesztpilóta képzésben részesült Marylandban. Több mint 3500 órát töltött a levegőben (repülő/űrrepülő), több mint 25 különböző katonai és polgári repülőgépet tesztelt illetve szolgált.
1980. május 19-től a Lyndon B. Johnson Űrközpontban részesült űrhajóskiképzésben. Kiképzett űrhajósként tagja volt az STS–5, STS–6, STS–7, STS–8 és  STS–9 támogató (tanácsadó, problémamegoldó) csapatának. Egy űrszolgálata alatt összesen 6 napot, 21 órát, 4 percet és 49 másodpercet (165 óra) töltött a világűrben. Két űrsétát (kutatás, szerelés) végzett, összesen 12 óra 13 percet töltött az űrrepülőn kívül. Űrhajós pályafutását 1988 augusztusában fejezte be. 1989-től öt éven keresztül a hadsereg programirodáját irányította Washingtonban. 1994-től analitikus a  Sciences Corporationnál (Fairfax), jelenleg professzor a Defense Acquisition Universitynél (DATE).

## Űrrepülések
STS–61–B, az Atlantis űrrepülőgép 2. repülésének kutatás specialista. Három műholdat helyeztek pályairányba. Egy űrszolgálata alatt összesen 6 napot, 21 órát, 4 percet és 49 másodpercet töltött a világűrben. 4 568 883 kilométert (2 466 956 mérföldet) repült, 109 alkalommal kerülte meg a Földet.